# Just Because I'm a Woman
Just Because I'm a Woman fue lanzado al mercado en abril de 1968. Éste fue el primer álbum que Dolly Parton realizó de la mano del sello RCA.

## Información del álbum
El álbum contaba con siete canciones inéditas de Pareton y cinco que grabó a modo de cover.
Just Because I'm a Woman se volvió a lanzar en CD en 2004. Entre otras canciones se incluyó la primera interpretación que realizó de su clásico tema Coat of Many Colors.

## Canciones
1. "You're Gonna be Sorry" (Dolly Parton) - 2:17
2. "I Wish I Felt This Way at Home" (Harlan Howard) - 2:30
3. "False Eyelashes" (Bob Tubert, Demetris Tapp) - 2:31
4. "I'll Oilwells Love You too" (Parton, Bill Owens) - 2:17
5. "The Only Way Out (is To Walk Over Me)" (Neal Merritt) - 2:56
6. "A Little Bit Slow to Catch On" (Curly Putman) - 2:20
7. "The Bridge" (Parton) - 2:35
8. "Love and Learn" (Owens) - 2:34
9. "I'm Running Out of Love" (Owens) - 2:07
10. "Just Because I'm a Woman" (Parton) - 3:06
11. "Baby Sister" (Shirl Milete) - 2:40
12. "Try Being Lonely" (Buck Trent, George McCormick) - 2:43
Material adicional
13. "Just Because I'm a Woman" (en vivo) (Parton)
14. "Coat of Many Colors" (en vivo) (Parton)

## Personas
- Dolly Parton – voz,guitarra
- Wayne Moss – guitarra
- Chip Young – guitarra
- George McCormick – guitarra
- Lloyd Green – guitarra, dobro
- Roy Huskey – bajo
- Jerry Carrigan – tambor
- Buck Trent – banjo
- Mack Magaha – violín
- Hargus "Pig" Robbins – piano
- David Briggs – piano
- Coro – Anita Carter, Dolores Edgin

## Lista de popularidad
| Listas (1968)           | Máxima Posición |
| ----------------------- | --------------- |
| U.S. Top Country Albums | 22              |